# Rowton (Cheshire)
Pour les articles homonymes, voir Rowton.
Rowton est une paroisse civile et un village du Cheshire, en Angleterre.